# SHE SAID/シー・セッド その名を暴け
『SHE SAID/シー・セッド その名を暴け』（シーセッド そのなをあばけ、She Said）は、2022年の伝記映画。
監督はマリア・シュラーダー、出演はキャリー・マリガンとゾーイ・カザンなど。製作総指揮にブラッド・ピットが参加。
#MeToo運動が世界へ広がる大きなきっかけのひとつとなった、ニューヨーク・タイムズ紙による2017年の性暴力報道を描く。ハリウッドで大きな影響力を持っていた映画プロデューサー、ハーヴェイ・ワインスタインの何十年にもわたる性暴力事件を2人の女性記者が追いかけ、ワインスタイン側からの激しい攻撃をはねのけて記事の公開へ至る姿が描かれる。

## ストーリー
プロローグ
ニューヨークタイムズの女性記者で妊娠中のミーガンは、トランプ大統領のセクハラ事件の告発記事を発表した。しかし、被害者女性には周囲からの反発や嫌がらせがあり、ミーガン自身の携帯電話にも脅迫がくる始末だった。
序盤
それから数か月後、同じニューヨークタイムズの女性記者のジョディは、ハリウッド映画界のプロデューサーであるハーヴェイ・ワインスタインが「日常的にセクハラや性暴力を行なっている」という告発情報を得る。
上司のレベッカに指示され、そのネタを記事にするために被害者たちへ取材を開始するが、被害者たちは様々な理由から誰も口を開こうとせず、取材は難航してしまう。そこには被害者を守るのではなく、「性加害者を守るための法制度」が存在していた。
また、それに付随して「マスコミの忖度や報道姿勢」「大衆の人権意識の低さ」といった問題も、被害者による告発を妨げていた。
中盤
まず、被害者が被害を警察に訴えようとしても、性被害は密室で行われることが多いことから証拠が極めて少ないため、事件化することは難しいのだ。
それと同様に、証拠がなければ民事で訴えることもハードルが高く、被害者が相談した弁護士の多くは「示談」を推奨していた。高額の裁判費用もかからず、世間に知られることなく短期間に交渉できるため、一見それは被害者にとっても合理的に思われた。
しかし、性加害者は「ささやかな示談金」を被害者に支払って、証拠をすべて提出させた上に「秘密保持契約」によって口封じをするため、被害者はそれ以降は世間に公表できなくなってしまう。そのため、性加害者によるレイプ加害は続くことになり「新たな被害者」が生まれてしまうのだ。
また一方で、示談交渉が不発に終わった場合や、そもそも示談を取りたくない場合において、被害者が社会に告発しても、加害者への忖度によってマスコミはなかなか動こうとしないことも問題であった。逆にそれが大きく報道された場合の取材攻勢とスキャンダラスな憶測記事は、被害者を精神的に追い込んでいた。
さらに、マスコミの憶測を鵜呑みにした一般人からの罵倒・偏見・脅迫なども被害者を苦しめていた。また、家族の反対や無理解のほか、恋人や家族に秘密にしておきたい被害者もいた。
終盤
問題の本質は「業界の隠ぺい構造にある」と気付いたミーガンとジョディは、さまざまな妨害行為に遭いながらも真実を求めて奔走する。ワインスタインの周辺で働いているミラマックス社の財務担当者や、カンパニーの理事、代理人弁護士等にも辛抱強く取材を続けていく。
そして、二人の懸命な取材活動に影響を受けて、告発を希望する被害者たちが立ち上がっていく。ついに、ワインスタインからの度々の抗議電話をはねつけて来た編集長のディーン・バケットから、「記事を書け」という号令がかかるのだった。
掲載前に行われた本人への通知により、ワインスタインからの猛烈な反論はあったものの、それは客観的に考えても納得できるものではなく、数日後に告発記事は掲載された。
エピローグ
ニューヨークタイムズの告発記事によって、翌月には82人もの女性たちがワインスタインによる性的暴行を告発。2人の記事は性的不正行為への世界的な#MeToo運動の火付け役となり、数えきれない女性たちが世界中で名乗りを挙げて、自らの体験を公に語った。その証言が、職場の改善や法律の改正に繋がり、セクハラや暴力が議論され続けている。
ワインスタインは社会から問題視されて大バッシングを受け、2018年5月ニューヨーク市警に逮捕された。2020年2月、ニューヨークで強姦と性的暴行で禁錮23年の実刑となり、後にロサンゼルス・ロンドンでも起訴されている。

## キャスト
※括弧内は日本語吹替。(DVD未収録)

### ニューヨークタイムズ社
ミーガン・トゥーイー：キャリー・マリガン（本田貴子）
ニューヨークタイムズの女性記者。主人公の一人。
冒頭、トランプ大統領のセクハラ告発記事を書いた。妊娠中でつわりが収まらず、少しお腹がふくらみかけている。
出産後、ワインスタインの告発取材をジョディと共に行うことになる。
ジョディ・カンター：ゾーイ・カザン（小松由佳）
ニューヨークタイムズの女性記者。主人公の一人。
フェミニスト団体を率いるシャウナ・トーマスからの情報提供で、ワインスタインの告発取材を行うことにある。
レベッカ・コルベット：パトリシア・クラークソン（斎藤恵理）
ニューヨークタイムズの編集者。
ミーガンとジョディの上司。白髪で60代。
ディーン・バケット：アンドレ・ブラウアー（木村雅史）
ニューヨークタイムズの編集者。黒人男性。

### 被害者たち
ローズ・マッゴーワン：ケイリー・マックエイル（青井葱）
女優で、ワインスタインの被害者。
シャウナ・トーマスから被害者の一人として紹介されたが、当初は取材には拒絶していた。
ロウィーナ・チウ：アンジェラ・ヨー（かつやままさみ）
ワインスタインの被害者。
中国人女性で、被害後に再就職できず、ワインスタインを頼って香港で働くことになる。
不在の際に、彼女の夫と話をすることになった。
ゼルダ・パーキンス：サマンサ・モートン（きそひろこ）
ロンドン在住。秘密保持契約を結んでしまったためオンレコには出来ないと前置きをして、当時のことを語った。朝部屋に行って彼を起こしに行くことも仕事の一つで、ワインスタインからの誘いを厚着をして躱していたという。
ローラ・マッデン：ジェニファー・イーリー（岡田恵）
ワインスタインの被害者。冒頭で登場した少女で、その後に映画撮影のアシスタントとして働くようになり、被害に遭う。
25年後になっても心の傷を抱えており、乳癌のため乳房を切除予定である。記者のジョディからの電話があった際に、「何も話すことはない」と切る。
キャサリン・ケンドール
ワインスタインの被害者。
サラ・アン・マッセ
ワインスタインの被害者。
アシュレイ・ジャッド：（本人役）アシュレイ・ジャッド（佐々木優子）
女優で、ワインスタインの被害者。マッサージを強制されたり、度重なる性的欲求をされ何度も断っていたため、映画の候補から外されてしまう。ニューヨークタイムズの最初の記事となった。
グウィネス・パルトロウ
女優で、ワインスタインの被害者。ワインスタインから商談目的で関係を迫られ、断ると仕事を失うと脅された。
メアリー
電話で取材を受けたが、断った。

### 加害者とそのスタッフ
ハーヴェイ・ワインスタイン：マイク・ヒューストン（松本保典）
事件の加害者。
ラニー・デイビス：ピーター・フリードマン（相沢まさき）
ワインスタインの弁護士。

### その他
レイチェル・クルックス
冒頭、ドナルド・トランプからセクハラを受け、告発することを決意する。
その後、悪意ある人物からのメール便で、汚物を送り付けられる。
シャウナ・トーマス
フェミニストグループを率いており、ニューヨークタイムズの記者ジョディにワインスタインの件を情報提供する。
リサ・ブルーム
女性弁護士。

## 関連書籍
- ジョディ・カンター、ミーガン・トゥーイー『その名を暴け #MeTooに火をつけたジャーナリストたちの闘い』古屋美登里訳。
  - 新潮社、2020年、ISBN 9784105071714。
  - 新潮文庫、2022年、ISBN 9784102401811。